# کمیته بین‌المللی علیه اعدام

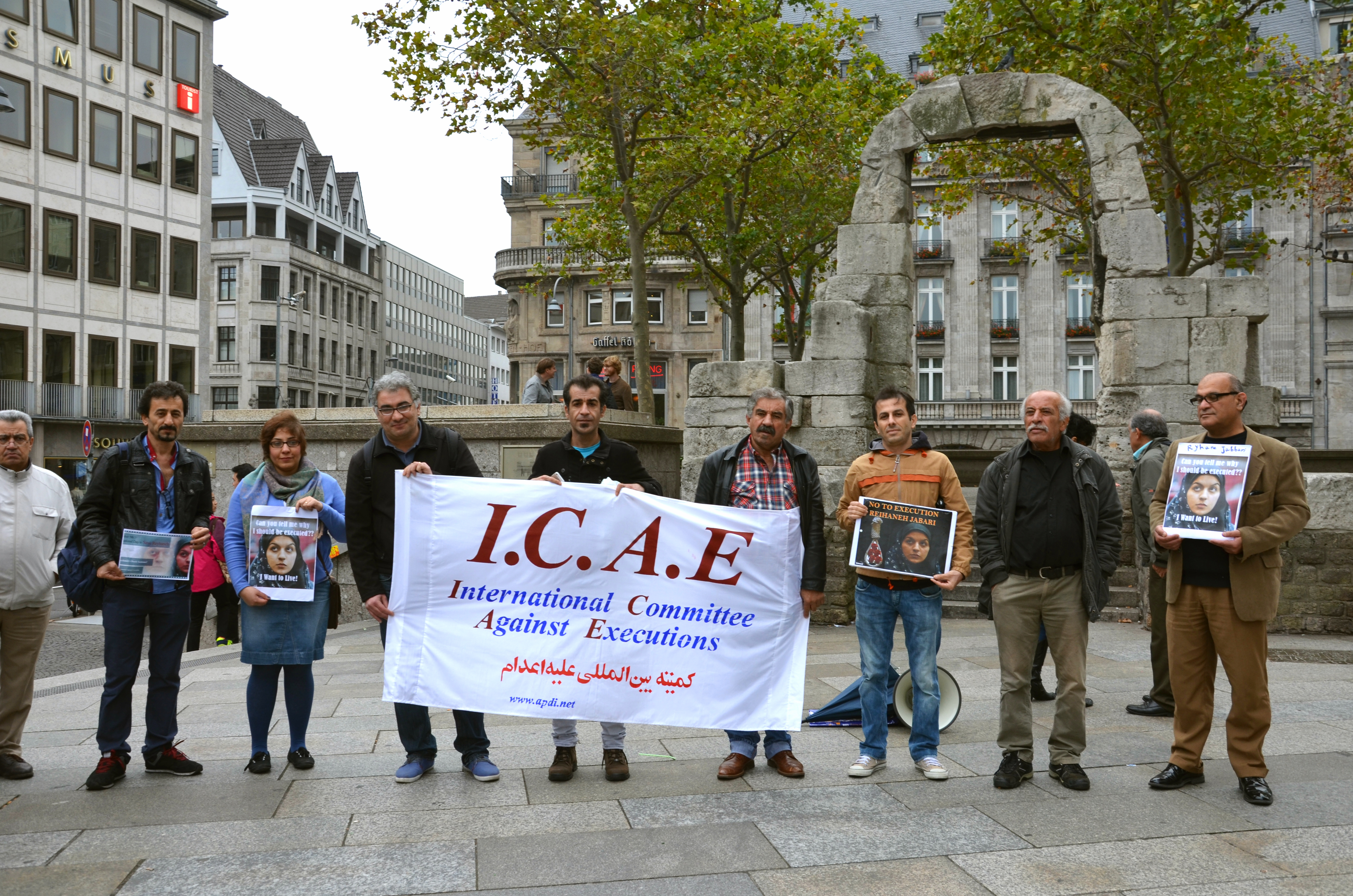
ICAE people on October 5th, 2014 in کلن against exexution of Reyhaneh Jabbari

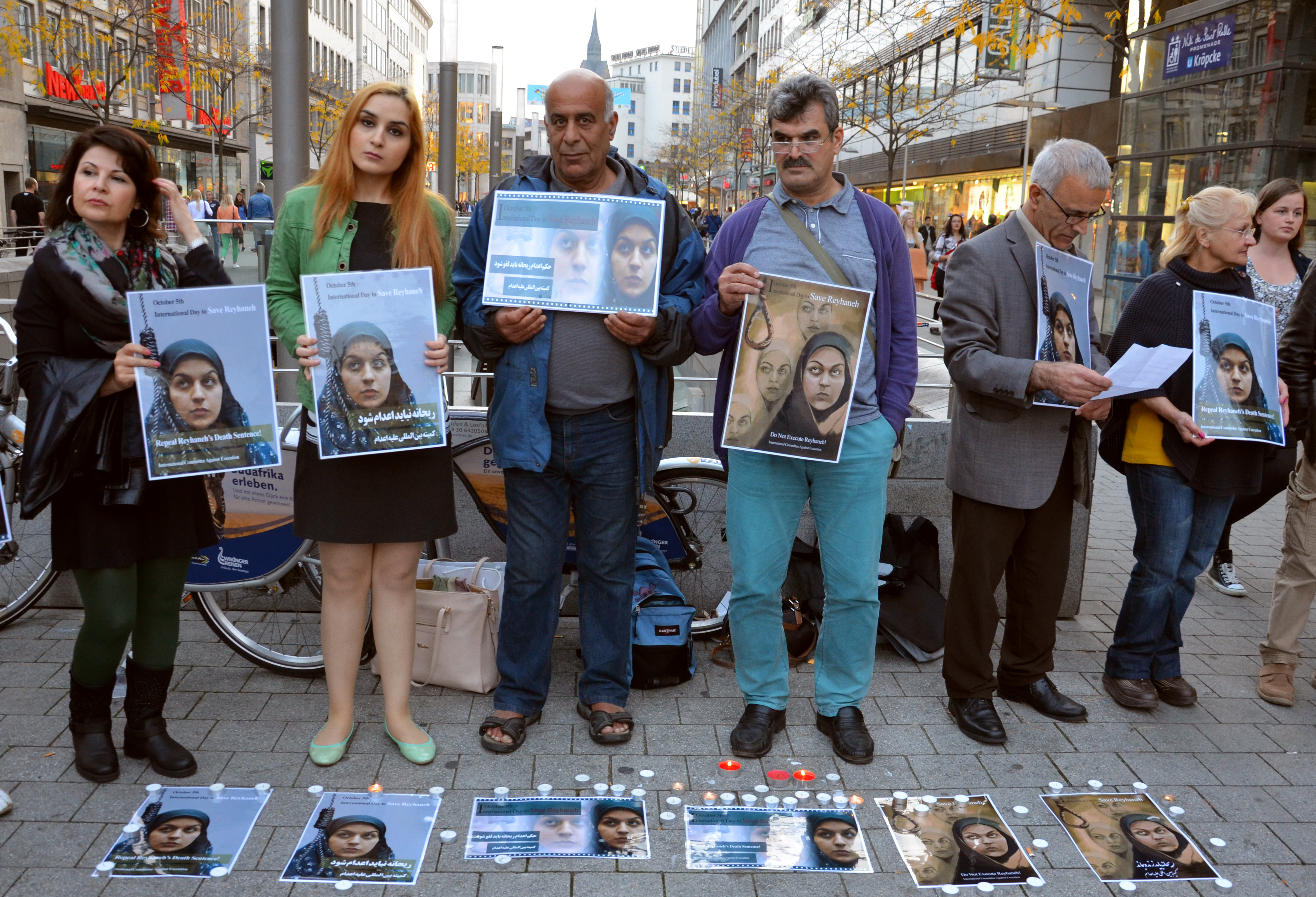
ICAE people on October 5th, 2014 in هانوفر against exexution of Reyhaneh Jabbari

کمیته بین‌المللی علیه اعدام سازمانی است که برای مبارزه با مجازات اعدام تلاش می‌کند.
دبیر و سخنگویکنونی این کمیته، مینا احدی، عضو کنونی دفتر سیاسی و از کادرهای حزب کمونیست کارگری ایران، است. از دیگر فعالان این کمیته می‌توان به حسن صالحی، هرمز رها، رضا سرلک، نوشین کدخدایی و حسین خدایی‌فر اشاره کرد.
این سازمان خود را بخشی از جنبش علیه اعدام در جهان می‌داند اما اهم فعالیت‌هایش در مورد ایران و اعتراض علیه اعدام‌های جمهوری اسلامی ایران است.